# Pakistan Cricket Board
 (mars 2023).
Si vous disposez d'ouvrages ou d'articles de référence ou si vous connaissez des sites web de qualité traitant du thème abordé ici, merci de compléter l'article en donnant les références utiles à sa vérifiabilité et en les liant à la section « Notes et références ».
Le Pakistan Cricket Board, littéralement Bureau du cricket du Pakistan, abrégé en PCB, est l'instance dirigeante du cricket au Pakistan. Le PCB a été fondé en 1948. Il supervise le cricket amateur et professionnel, et est responsable de l'équipe de Pakistan.
Le cricket amateur et professionnel a commencé au Pakistan en 1947, juste après la partition des Indes : l'infrastructure locale avait été établie quand le pays faisait partie du Raj britannique. Le Pakistan a été admis au Conseil international du cricket en juillet 1952. Il a toujours été une nation de Test cricket. La première série de matches de Test cricket s'est déroulée en Inde entre octobre et décembre 1952.